# Волхонка (Москва)
Волхо́нка (другое название: Изютино) — бывшая деревня в России, в 1957 году вошедшая в состав Москвы, как Волхонка-ЗИЛ. Располагалась в районе нынешней станции метро «Варшавская».

## Название
До XX века деревня называлась селом Изютино. Позднее к этому топониму присоединился эпитет Волконское, очевидно указывающий на владельцев. Просторечное название Волхонка закрепилось за этим местом лишь в начале XX века.

## История
Дата постройки первых домов села неизвестна. Историк Н. В. Разорёнов, проводивший множество исследований в области истории Москвы и Подмосковья, утверждал, что Изютино существовало в конце XVII века, и в качестве доказательства приводил карты деревень. Противоположного мнения придерживается В. С. Кусов, специалист в истории деревень московского региона. Он уверен, что сначала здесь находилась деревня Новозаборье. Как бы то ни было, в XIX веке на географических картах деревень к югу от деревни Котлы размещён населённый пункт «Изютино (Волконское)».

### Советский период
В 1929 году на заводе имени Сталина (ставшем позднее Заводом имени Лихачёва) в соответствии с Госпланом начали повышать производительность машин на конвейерах. Для выполнения плана требовалось реконструировать производство, а также найти жильё для работников завода. Одним из мест расселения стала территория около деревни Волхонка, которая получила название Коломенский посёлок ЗИЛ (по названию платформы «Коломенское»). После этого деревня фактически утратила самостоятельность. В 1957 году Волхонку и Коломенский рабочий посёлок объединили, и в дальнейшем район стал именоваться Волхонка-ЗИЛ.
В 1960-е годы были сломаны последние деревенские дома, но планировка старых улиц частично была использована для создания нового района и до сих пор читается на местности.
Был возведён ряд жилых домов по проекту архитекторов З. М. Розенфельда, В. А. Нестерова и других. В 60-70х годах застройка продолжалась (архитектор В. Л. Воскресенский).